# Вальдальгесхайм
Вальдальгесхайм (нем. Waldalgesheim) — община в Германии, в земле Рейнланд-Пфальц.
Входит в состав района Майнц-Бинген. Подчиняется управлению Райн-Наэ. Население составляет 4058 человек (на 31 декабря 2010 года). Занимает площадь 16,01 км².

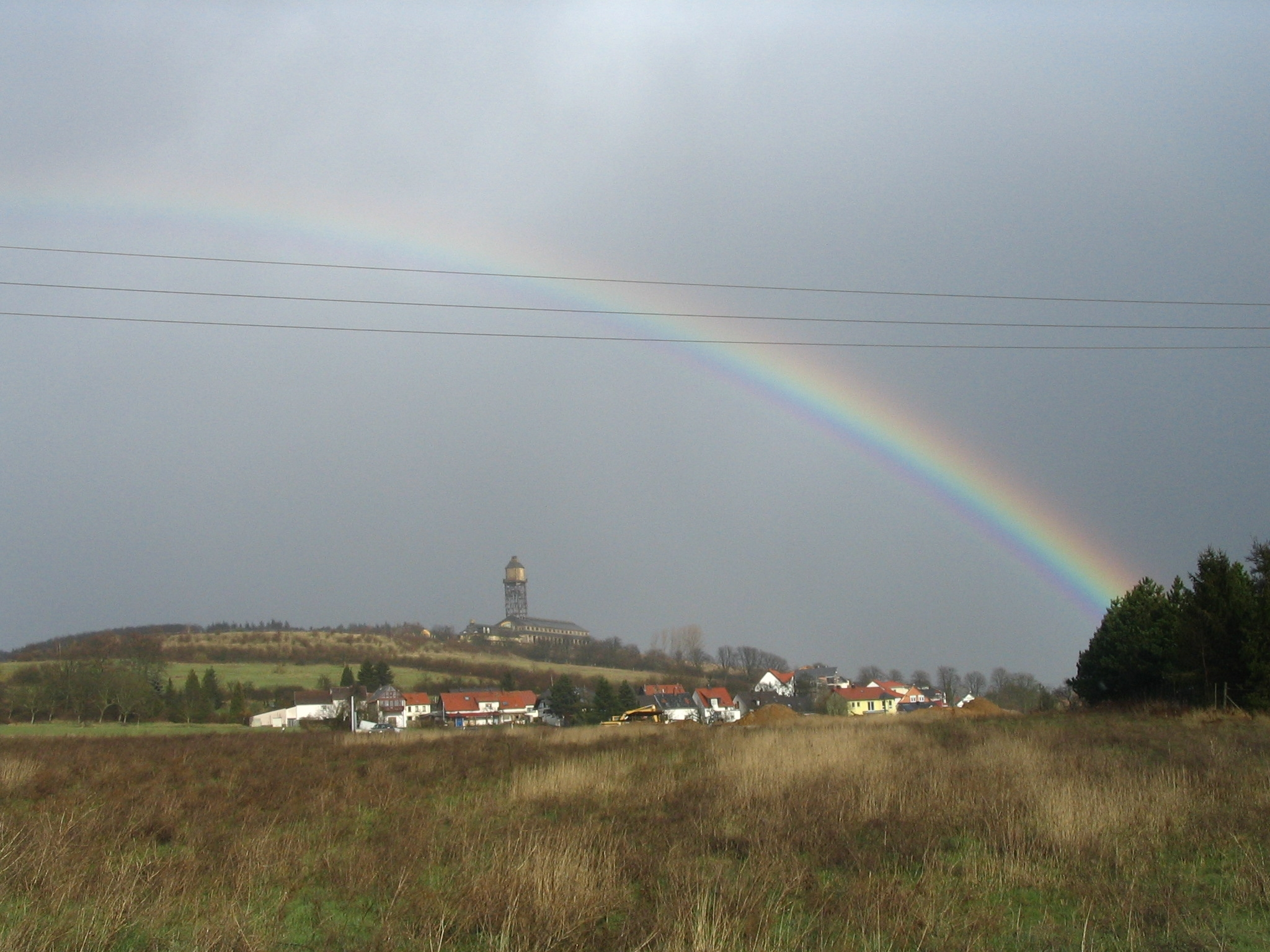
Вальдальгесхайм